# Castell de Mur
Castell de Mur település Spanyolországban, Lleida tartományban. Castell de Mur Sant Esteve de la Sarga, Tremp, Àger, Gavet de la Conca, Llimiana és Talarn községekkel határos. Lakosainak száma 170 fő (2024).

## Népesség
A település népessége az utóbbi években az alábbiak szerint változott:
| Lakosok száma | 388  | 983  | 673  | 488  | 139  | 167  | 173  | 163  | 183  | 170  |
|               | 1717 | 1887 | 1936 | 1960 | 1986 | 2004 | 2009 | 2014 | 2019 | 2024 |